# المسجد الكبير العالي
الجامع الكبير العالي طرابلس الميناء ..
يقع الجامع الكبير العالي في الميناء سوق الإسلام. 
هذا الجامع بناه أبي بكر بن محمد و على الأغلب إنه كان من حكام طرابلس، وذلك في عام 1125 هجرية . كان عبارة عن عقود مقرنصة تعلو عدة دكاكين وقد رأى السيد إبراهيم علم الدين رئيس بلدية أن ذلك أن يزيل المعالم الجامع ويبنيه من جديد، فهدم العقود واستبقى منها مكان الوضوء و المئذنة و اللوحة التي عليها اسم الباني .
كان آية في الفن المعماري إذ كانت نوافذ المئذنة تقوم على عقود مقرنصة بفتحات متعددة بشكل تقي المؤذن من المطر خلال الشتاء . وقد أقام معلم البناء في المئذنة علامة دائمة تنبئ بوصول الشمس إلى خط الهاجرة موعد أذان الظهر على مدار فصول السنة.